# Habsburg–Lotaringiai Mária Jozefa főhercegnő
További Mária Jozefa nevű személyeket lásd itt.
Habsburg–Lotaringiai Mária Jozefa Gabriella főhercegnő, (teljes német nevén Erzherzögin Maria Josepha Gabriele Johanna Antónia Anna von Österreich), (Bécs, 1751. március 19. – Bécs, 1767. október 15.), Mária Terézia császárné leánya, osztrák főhercegnő, német-római császári hercegnő, magyar és cseh királyi hercegnő.

## Élete

### Származása, testvérei

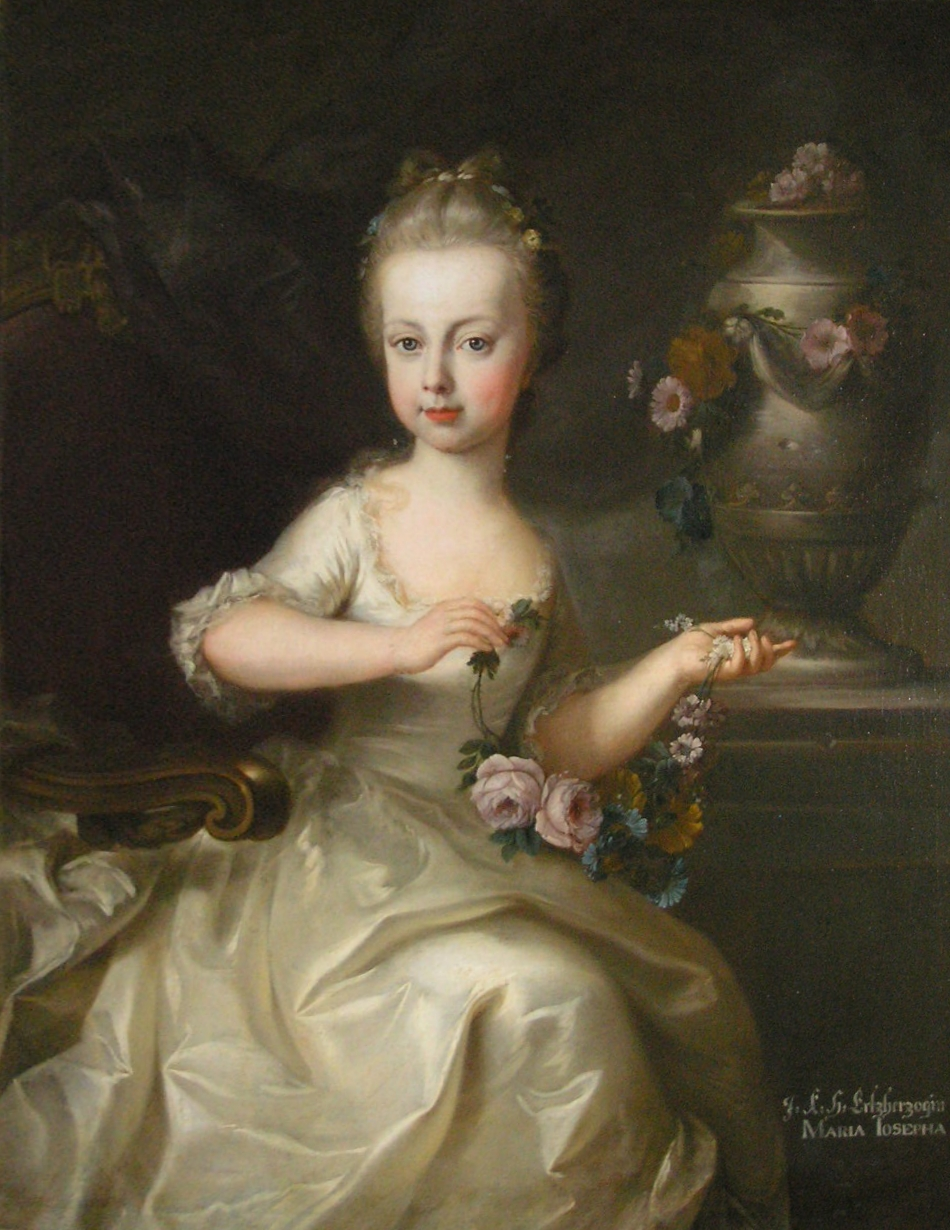
Mária Jozefa főhercegnő
Martin van Meytens festménye

Mária Jozefa főhercegnő édesapja I. (Lotaringiai) Ferenc német-római császár (1708–1765) volt, édesanyja Mária Terézia császárné, osztrák uralkodó főhercegnő, magyar és cseh királynő (1717–1780) volt.
A császári pár 16 gyermekének sorában Mária Jozefa született tizenkettedikként. Felnőttkort megérő testvérei:
- Mária Anna Jozefa főhercegnő (1738–1789), betegsége miatt egy Klagenfurti kolostorba vonult vissza.
- József Benedek Ágost főherceg (1741–1790), később II. József néven német-római császár, magyar és cseh király (1764–1790).
- Mária Krisztina főhercegnő (1742–1798), aki 1766-ban Albert Kázmér szász–tescheni herceghez (1738–1822) ment feleségül.
- Mária Erzsébet főhercegnő (1743–1808), akit XV. Lajos francia király feleségéül szántak, de betegsége miatt egy innsbrucki kolostorba kényszerült vonulni.
- Károly József Emánuel főherceg (1745–1761), fiatalon meghalt.
- Mária Amália főhercegnő (1746–1804), aki 1769-ben I. Ferdinánd parmai herceghez (1751–1802) ment feleségül.
- Péter Lipót József főherceg (1747–1792), I. Lipót néven toszkánai nagyherceg, 1790–92 között II. Lipót néven német-római császár, magyar és cseh király.
- Mária Johanna Gabriella főhercegnő (1750–1762), akit IV. Ferdinánd nápolyi királlyal jegyeztek el, de meghalt az esküvő előtt.
- Mária Jozefa főhercegnő (1751–1767), akit szintén IV. Ferdinánddal jegyeztek el, de ő is meghalt az esküvő előtt.
- Mária Karolina Lujza főhercegnő (1752–1814), aki elhalt nővérei helyett 1768-ban feleségül ment IV. Ferdinánd nápolyi királyhoz (1751–1825), a későbbi I. Ferdinánd nápoly–szicíliai királyhoz, így Nápoly és Szicília királynéja lett.
- Ferdinánd Károly Antal főherceg (1754–1806), Lombardia főkormányzója, aki 1771-ben Estei Mária Beatrix modenai hercegnőt (1750–1829), és megalapította a Habsburg-ház Este-Modenai ágát.
- Mária Antónia főhercegnő (1755–1793), aki 1770-ben XVI. Lajos francia király felesége lett. Lajos Károly francia trónörökös herceg édesanyja. A francia forradalom során férjével együtt kivégezték. Fia 1795-ben fogságban halt meg.
- Miksa Ferenc főherceg (1756–1801) püspök, kölni választófejedelem, a Német Lovagrend nagymestere.

### Rövid ifjúsága
Mária Jozefa főhercegnő együtt nevelkedett egy évvel idősebb nővérével, Mária Johanna Gabriellával. Egy gyerekszobában laktak, dajkájuk is ugyanaz a személy volt. Mária Johannát már 12 évesen eljegyezték IV. Ferdinánd nápolyi királlyal, de a kislány röviddel az esküvő előtt meghalt himlőben. Húga keservesen gyászolta elveszített nővérét. 1765-ben, 15 évesen elveszítette apját, Lotaringiai Ferenc császárt is.
Nővérének halála után Mária Jozefát jegyezték el IV. Ferdinánd nápolyi királlyal, bár a királynak nem volt túl jó híre. Mária Terézia azonban mindenképpen erősíteni akarta Habsburgok és a Bourbonok dinasztikus kapcsolatát. Leánya nevelőnőjének ezt írta: „Szegény Jozefát a politika áldozatának tekintem. Ám ha legalább teljesíti majd kötelességét Istennel és a férjével szemben, és gondoskodik a lelki üdvéről, úgy elégedett lennék még akkor is, ha boldogtalannak kellene látnom őt.”
1767-ben a kancelláriák megállapodtak a házassági szerződésben, a főhercegnő 200 000 gulden értékű kelengyéje elkészült és kiállították a bécsi Belvedere kastélyban. A hozományról nagynénje, Sarolta lotaringiai hercegnő gondoskodott. Október elején Mária Jozefa megkapta jövendőbelijének gyémántokkal ékesített portréját. Amikor a főhercegnő meglátta vőlegényének arcvonásait, taszítónak találta, és nem akart hozzámenni. Még az a ragyogó kilátás sem tudta megvigasztalni, hogy egyszer majd a Nápoly és Szicília kettős királyság királynéja lehet. Végül október 15-ére kitűzték a hivatalos esküvőt, amelyet képviselők útján (per prokuram) kellett volna megtartani a bécsi ágostonrendiek templomában (Augustinerkirche).
Mária Jozefa azonban 1767. október 4-én szintén megkapta a himlőt, miután illendő módon látogatást tett családtagjainak sírboltjában, a Habsburg-család kriptájában, a bécsi kapucinusok templomában, ahová nem sokkal korábban helyezték le a himlőben meghalt Mária Jozefa Antónia bajor hercegnőnek, II. József császár második feleségének nem megfelelően bebalzsamozott holttestét. A 16 éves főhercegnőben nem volt meg anyjának ellenálló képessége. Halálos ágyán még vigasztalta elkeseredett édesanyját. Október 15-én, esküvőjének kitűzött napján meghalt. Ő is a Kapuzinerkirche Császár-kriptájába (Kaisergruft) került, ősei és leánytestvérei mellé.
Mária Johanna Gabriella és Mária Jozefa halála után 1768-ban végül a tizenharmadik testvér, Mária Karolina Lujza főhercegnő lett IV. Ferdinánd nápolyi király felesége. Férjéből később I. Ferdinánd néven nápoly–szicíliai király lett.

## Külső hivatkozások
- Mária Jozefa főhercegnő életrajzi adatai.